# Burg Sturenberg
Die Burg Sturenberg ist eine abgegangene, hochmittelalterliche Wasserburg der Bistümer Minden und Osnabrück in der Gemeinde Lemförde im Landkreis Diepholz in Niedersachsen. 
Die Burg Sturenberg wurde 1248 von den Bischöfen von Minden und Osnabrück gemeinsam erbaut. Ihr Name ist in der entsprechenden Urkunde nur bruchstückhaft mit „Stu...erc“ erhalten geblieben. 1296 musste der Bischof von Minden auf die „Feste Sturenberc“ verzichten. 1346 wurde die Burg an das Kloster Burlage veräußert. Spätestens dann dürfte sie aufgegeben worden sein. 1645 sollen noch Wall und Wassergraben sichtbar gewesen sein. Die Burg wird heute 500 m südlich der Burg Lemförde im Winkel zwischen Bahnhofstraße und Hauptstraße lokalisiert, da dort der Flurname „Der Stürenberg“ belegt ist.